# Tools of the Trade
Tools of the Trade — мини-альбом британской группы Carcass, вышедший в 1992 году.

## Об альбоме
Песня «Hepatic Tissue Fermentation II» это перезаписанная версия «Hepatic Tissue Fermentation», композиции появившейся на Pathological compilation. «Pyosified (Still Rotten to the Gore)» это перезаписанная песня «Pyosisified (Rotten to the Gore)» из альбома Reek of Putrefaction. «Incarnated Solvent Abuse» взята из Necroticism - Descanting the Insalubrious. Целиком EP можно услышать на компиляции Gods of Grind.

## Список композиций
1. «Tools of the Trade» — 3:07
2. «Incarnated Solvent Abuse» — 4:45
3. «Pyosisified (Still Rotten to the Gore)» — 3:10
4. «Hepatic Tissue Fermentation II» — 6:37

## Участники записи
- Майкл Эмотт — гитара
- Кен Оуэн — ударные
- Билл Стир — гитара, вокал
- Джефф Уокер — бас-гитара, вокал